# Mandarin de Pékin
Pour les articles homonymes, voir Pékinois.
Le dialecte de Pékin, également appelé pékinois (chinois simplifié : 北京话 ; chinois traditionnel : 北京話 ; pinyin : Běijīng huà), est le dialecte du mandarin parlé dans la zone urbaine de Pékin en République populaire de Chine. Le dialecte de Pékin est la base du mandarin standard, le standard officiel de la langue chinoise parlée et est utilisé comme tel par la République populaire de Chine, la République de Chine (Taïwan) et Singapour. 

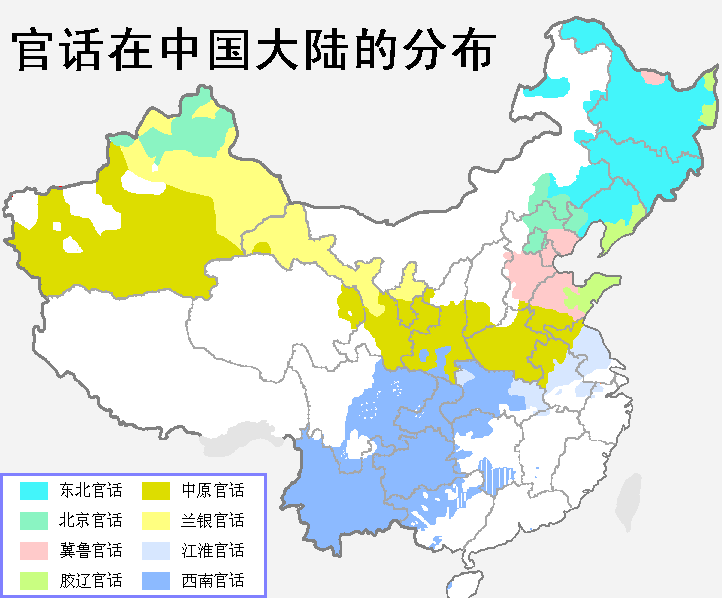
Distribution en République populaire de Chine des huit principaux dialectes du mandarin : l'aire du mandarin de Pékin figure en vert foncé

Bien que le dialecte de Pékin et le mandarin standard soient très proches, il y a suffisamment de différences pour qu'un Chinois puisse faire la différence entre un natif de Pékin s'exprimant dans sa langue maternelle et un non-natif de Pékin s'exprimant en mandarin standard.

## Distribution
Le terme de « dialecte de Pékin » fait généralement référence au dialecte parlé dans la seule zone urbaine de Pékin. Cependant, les linguistes parlent plutôt de mandarin de Pékin (chinois simplifié : 北京官话 ; chinois traditionnel : 北京官話 ; pinyin : Běijīng Guānhuà), ce qui permet d'associer à ce dialecte d'autres fortement apparentés à celui de Pékin.
Par exemple, la langue parlée à Chengde, une ville située à 300 km au nord de Pékin, est linguistiquement suffisamment proche pour être considérée comme une variante du mandarin de Pékin. Le mandarin standard peut également être placé dans cette catégorie, étant dérivé du dialecte de Pékin, bien qu'il ne puisse en être considéré comme une variante naturelle. Peuvent également être considérés comme du mandarin de Pékin les dialectes de Hailar en province de Mongolie-Intérieure, Karamay en province du Xinjiang, et, en progression à Shenzhen en province de Guangdong. De nombreuses villes récemment peuplées par des émigrants hans avec des traditions linguistiques différentes ont tendance à adopter le mandarin standard (ou en tous cas une langue qui s'en approche) comme langue de référence. 

## Phonologie
(L'Alphabet phonétique international (IPA) et Hanyu Pinyin seront utilisés dans cette section pour illustrer la prononciation.)
D'un point de vue phonologique, le dialecte de Pékin et le mandarin standard sont pratiquement identiques. Voir mandarin standard pour ce qui est de cette phonologie, qui est donc pratiquement commune à ces deux langues. 
Cependant, il existe des différences typiques : parmi celle-ci, l'existence de voyelles rhotiques particulièrement dans la langue de Pékin. Toutes les voyelles rhotiques sont le résultat de -儿 /-ɹ/, un suffixe de nom, sauf pour quelques mots prononcés /ɑɹ/ qui n'ont pas ce suffixe. Cela se retrouve en mandarin standard mais de façon bien moindre que dans le dialecte de Pékin. Ce phénomène est connu sous le nom de erhua(儿化).
De plus, le dialecte de Pékin effectue quelques réductions phonétiques, qui sont généralement considérées comme trop « argotiques » que pour être utilisées en mandarin standard. Par exemple, en discours rapide, les consonnes initiales passent en lénition lorsqu'elles sont dans une syllabe avec accent tonique : les pinyin zh ch sh /tʂ tʂʰ ʂ/ deviennent r /ɻ/, et dès lors 不知道 bùzhīdào « ne sais pas » peut s'entendre bùrīdào (l'accent tonique est sur la première et la troisième syllabes) ; j q x /tɕ tɕʰ ɕ/ deviennent y /j/, so 赶紧去 gǎnjǐnqù « aller vite » peut se prononcer gǎnyǐnqù ; les pinyin b d g /p t k/ subissent une phonation pour devenir [b d g] ; des changements similaires affectent également d'autres consonnes. De même, la finale /-n/ et la moins fréquente /-ŋ/ (-ng) peuvent ne pas se fermer complètement, et dès lors une voyelle nasale est prononcée à la place d'une consonne nasale ; par exemple, 您 nín est prononcée /nĩ/ (nasalisé), au lieu de /nin/ en mandarin standard :
| Pinyin | Mandarin standard | prononciation pékinoise typique |
| ------ | ----------------- | ------------------------------- |
| an     | an                | æɨ̃                              |
| ian    | iɛn               | iɛɨ̃                             |
| en     | ən                | əɨ̃                              |
| in     | in                | iəɨ̃                             |
| ang    | ɑŋ                | ɑɯ̃                              |
| eng    | ɤŋ                | ɤɯ̃                              |
| ing    | iɤŋ               | iɤɯ̃                             |

Les tons du dialecte de Pékin ont tendance à être davantage exagérés qu'en mandarin standard. En mandarin standard, les quatre tons sont le ton haut plat, le ton montant, le ton infléchi et le ton tombant ; en  dialecte de Pékin, les deux premiers sont plus hauts, le troisième est davantage infléchi, et le quatrième est plus tombant.

## Vocabulaire
Le dialecte de Pékin possède de nombreux mots qui sont considérés comme argotiques, et qui n'apparaissent que peu ou pas dans le mandarin standard. Les non-natifs de Pékin ont dès lors des difficultés pour comprendre ce vocabulaire. Nombre de ces mots comprennent le suffixe rhotique -r. Quelques exemples :
- 倍儿 bèir : très, en particulier (pour une façon ou un attribut) ;
- 别价 biéjie : ne pas ; généralement suivi de 呀 si utilisé comme impératif (généralement utilisé lorsqu'une faveur d'un ami proche est rejetée) ;
- 搓火儿 cuōhuǒr : être fâché ;
- 颠儿了 diārle : quitter, partir ;
- 二把刀 èrbǎdāo : une personne aux capacités limitées ;
- 嗬 hè : interjection indiquant la surprise ou le doute ;
- 瘊儿 hōur : jusqu'à un degré extrême ; utilisé pour le goût (habituellement doux) ;
- 抠门儿 kōuménr : avare, dépensier ;
- 劳驾 láojia : excusez moi / s'il vous plait, utilisé également dans le reste de la Chine, avant d'effectuer une action qui pourrait être gênante pour l'interlocuteur ;
- 溜达 liūda : flâner ; 逛街 ou 散步 en mandarin standard ;
- 怂 sóng / 蔫儿 niānr : sans structure, sans âme ;
- 消停 xiāoting : devenir finalement calme et silencieux ;
- 辙 zhé : manière (de faire quelque chose) ; 办法 en mandarin standard.

Une partie de cet argot est considérée comme étant tuhua (土话)/tuyu (土语), ou « langue de base », qui provient de générations antérieures, et qui n'est plus utilisée chez les classes éduquées. Par exemple :
- 迄小儿 qíxiǎor : depuis le plus jeune âge ;
- 晕菜 yūncài : être désorienté.

D'autres encore, peuvent être considérés comme des néologismes utilisés par des groupes « branchés » :
- 爽 shuǎng = cool (en rapport avec un problème) ; à comparer avec 酷 (kù) (décrivant une personne) ;
- 套瓷儿 tàocír = mettre au panier (utilisé au basket ball) ;
- 小蜜 xiǎomì = amie féminine particulière (connotation négative).

## Grammaire
Comme pour la phonologie et le vocabulaire, la grammaire du dialecte de Pékin utilise davantage de tournures de phrases proches du parlé populaire que ne le fait le mandarin standard. En général, le mandarin standard garde un certain nombre d'influences issues du chinois classique (une langue uniquement écrite), qui est plus condensé et concis. Le dialecte de Pékin n'a pas subi cette influence. Il est donc moins concis que le mandarin standard, bien que généralement prononcé plus rapidement.
Par exemple la phrase « Il pourrait pleuvoir aujourd'hui, alors n'oublie pas d'amener un parapluie quand tu sortiras. » donnera :
- écrite en mandarin standard : 
  - 今天会下雨，所以出门时要记得带伞。
  - prononciation : Jīntiān huì xiàyǔ, suǒyǐ chūmén shí yào jìde dài sǎn.

- écrite en dialecte de Pékin :
  - 今儿啊可能会下雨，所以呀你出门儿的时候可一定得记着带上伞！
  - prononciation standard : Jīnr a kěnéng huì xiàyǔ, suǒyǐ ya nǐ chūménr de shíhou kě yídìng děi jìzhe dàishang sǎn!
  - prononciation pékinoise : Jīnr ra kěnéng wèi yàyǔ, suǒyǐ ya nǐ chūménr re ri'ou kě yídìng něi jìre dàirang sǎn!

La phrase en dialecte de Pékin paraîtrait trop longue dans un contexte qui nécessiterait l'usage du mandarin standard (par exemple à l'écrit ou en discours formel), bien qu'elle apparaîtrait juste utilisée entre habitants de Pékin (et avec la prononciation adaptée). La prononciation en mandarin standard sonne correctement si elle est utilisée dans un contexte où elle est requise (par exemple entre amis de différentes régions) mais la lecture de la phrase suivant la grammaire en mandarin standard est trop soignée et concise pour s'accommoder d'une prononciation typiquement pékinoise.